# Mandeville (Jamaïque)
Pour les articles homonymes, voir Mandeville.
Mandeville  est une ville de Jamaïque, chef-lieu dans la paroisse de Manchester.

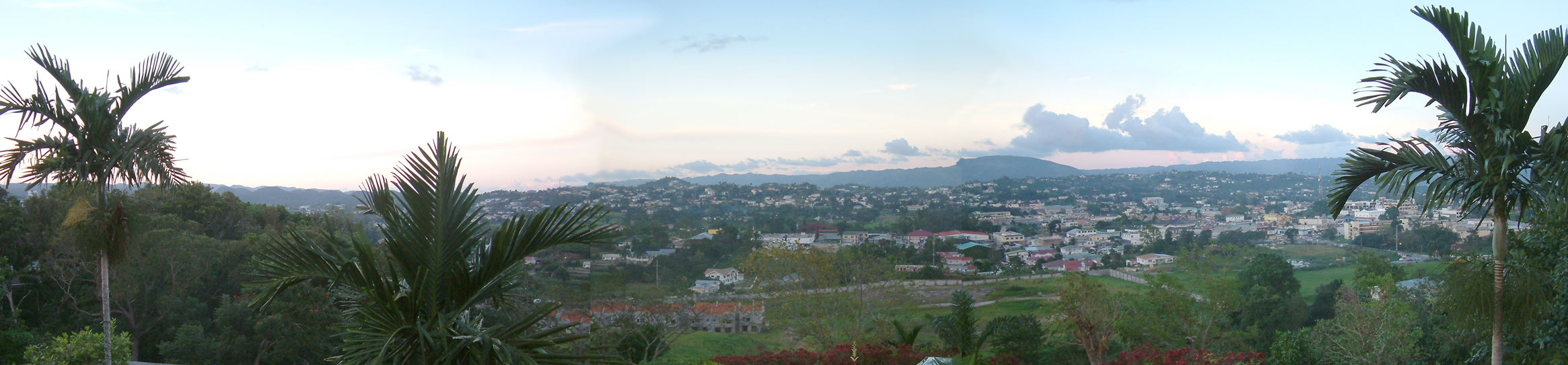